# Resolució 1447 del Consell de Seguretat de les Nacions Unides
La Resolució 1447 del Consell de Seguretat de les Nacions Unides fou adoptada per unanimitat el 4 de desembre de 2002. Després de recordar totes les resolucions anteriors sobre Iraq, incloses les resolucions 986 (1995), 1284 (1999), 1330 (2000), 1352 (2001), 1360 (2001), 1382 (2001) i 1409 (2002) relatives al Programa Petroli per Aliments, el Consell va ampliar les disposicions relatives a l'exportació de petroli iraquià o productes derivats del petroli per ajuda humanitària per 180 dies més.
El Consell de Seguretat estava convençut de la necessitat d'una mesura temporal per proporcionar assistència humanitària al poble iraquià fins que el govern de l'Iraq compleixi les disposicions de la resolució 687 (1991) i 1284, i havia distribuït l'ajuda a tot el país per igual. També va reafirmar el compromís de tots els estats amb la sobirania i la integritat territorial de l'Iraq, i la seva voluntat de millorar la situació humanitària.
Actuant sota el Capítol VII de la Carta de les Nacions Unides, el Programa Petroli per Aliments, en la seva tretzena etapa, s'ampliaria per 180 dies més a partir de les 00:01 de l'EDT el 5 Desembre de 2002. Els ajustaments a la Llista de Revisió de Mercaderies es consideren i es decideixen en un termini de 30 dies des de l'adopció de la resolució actual. Es va demanar al secretari general Kofi Annan que informés al final de 180 dies sobre si el govern iraquià havia distribuït l'ajuda per igual, i una avaluació de la implementació de la Llista de Revisió de Mercaderies.
Els Estats Units havien retirat un projecte de resolució demanant una extensió addicional de 14 dies del programa mentre es poguessin dur a terme debats sobre els canvis a la Llista de Mercaderies.